# Aleksandër Stavre Drenova

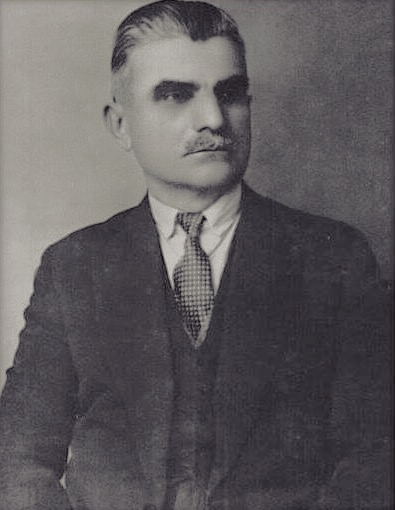
Aleksandër Stavre Drenova.

Aleksandër Stavre Drenova, kallad Asdreni, född 11 april 1872 i byn Drenova i Korça i Albanien, död 11 december 1947, var den mest berömda albanska poeten och ett av hans mest kända verk är den albanska nationalsången Hymni i Flamurit ("Hymn till flaggan").
Asdreni studerade i en grekisk skola i sin by. Hans far dog när Asdreni var tretton år. 1885 flyttade han till Bukarest i Rumänien, där hans bror var bosatt. Asdreni blev så småningom känd bland andra albanska författare och nationalister.
1904 publicerades hans första samling Reze Dielli (Solstråle) som bestod av 99 poetiska dikter om Skanderbeg.
Ëndrra e lotë, (Drömmar och tårar), blev publicerad 1912 och handlade om Edith Durham. Asdrenis tredje samling var Psallme murgu (Munkarnas psalmer), som kom ut 1930.
Efter ett kort besök i Albanien 1914, återvände Asdreni till Rumänien och fortsatte att utveckla sina intressen kring den albanska nationalistiska rörelsen. Han dog i sin födelseby Drenova.
Namnet Asdreni är en pseudonym som han använde som är en förkortning av hans fullständiga namn.